# ユス
Ѧ, ѧ, Ѫ, ѫ, Ѩ, ѩ, Ѭ, ѭ は、初期キリル文字で、現在は使用されていない。Ѩ, Ѭ はそれぞれ Ѧ, Ѫ の前に「I」が付いたものである。

## 呼称
- 初期キリル文字によるロシア語名
  - ѦСЪ (音訳名：ęsŭ /ɛ̃s/)
  - ѪСЪ (音訳名：ǫsŭ /ɔ̃s/)
  - ѨСЪ (音訳名：jęsŭ /jɛ̃s/)
  - ѬСЪ (音訳名：jǫsŭ /jɔ̃s/)
- 現代ロシア語名とその意味
  - Ѧ, ѧ : Юс малый (小さなユス)、Малый носовые знак (小さな鼻信号)
  - Ѫ, ѫ : Юс большой (大きなユス)、Большой носовые знак (大きな鼻信号)
  - Ѩ, ѩ : Юс малый йотированный (イ音化された小さなユス、Малый носовые знак йотированный (イ音化された小さな鼻信号)
  - Ѭ, ѭ : Юс большой йотированный (イ音化された大きなユス)、Большой носовые знак йотированный (イ音化された大きな鼻信号)

## 音価
- Ѧ, ѧ : /ɛ̃/
- Ѫ, ѫ : /ɔ̃/
- Ѩ, ѩ : /jɛ̃/
- Ѭ, ѭ : /jɔ̃/

いずれも鼻母化母音である。

## Ѧ Ѫに関する諸事項
- 1708年までロシア語で使用されたが、Ѧ /ɛ̃/ はヨット化母音 Я /ja/ に、Ѫ /ɔ̃/ は У /u/ にそれぞれ合流した。
- ブルガリア語では、Ѫ、Ѭは起源上正しい位置で1945年まで使われた。現在ѦはЕ、ѪはЪと書かれる。
- ポーランド語は現在でも鼻母音を保持しており、Ѧ ѧ は Ę ę、Ѩ ѩ は Ję ję/ię、Ѫ ѫは Ą ą、Ѭ ѭ は Ją ją/ią と同様の音価を示す。ただし ę ą は ѧ ѫ から直接引き継がれたわけではない。ѧ ѫ は一度 /ã/ に合流し、そのうちの短母音 /ã/ が /ẽ/（綴りは ę）、長母音 /ãː / が /õ/ （綴りは ą）に変化したのである。

## 符号位置
| 大文字 | Unicode | JIS X 0213 | 文字参照        | 小文字 | Unicode | JIS X 0213 | 文字参照        | 備考 |
| ------ | ------- | ---------- | --------------- | ------ | ------- | ---------- | --------------- | ---- |
| Ѧ      | U+0466  | ‐          | &#x466; &#1126; | ѧ      | U+0467  | ‐          | &#x467; &#1127; |      |
| Ѫ      | U+046A  | ‐          | &#x46A; &#1130; | ѫ      | U+046B  | ‐          | &#x46B; &#1131; |      |
| Ѩ      | U+0468  | ‐          | &#x468; &#1128; | ѩ      | U+0469  | ‐          | &#x469; &#1129; |      |
| Ѭ      | U+046C  | ‐          | &#x46C; &#1132; | ѭ      | U+046D  | ‐          | &#x46D; &#1133; |      |